# Championnat du Congo de football 2010
Navigation
Saison précédente Saison suivante
La saison 2010 du Championnat du Congo de football est la quarante-cinquième édition de la première division congolaise, la MTN Ligue 1. Après une phase régionale qualificative, les huit meilleures équipes disputent le championnat national, joué en deux phases :
- une phase de poules (deux poules de quatre équipes)
- la finale nationale, entre les deux vainqueurs de poule

C’est le club de Saint-Michel de Ouenzé qui remporte la compétition cette saison, après avoir battu l'AC Léopards en finale nationale. C’est le second de champion du Congo de l’histoire du club, après celui remporté en 2003.

## Qualifications continentales
Le champion du Congo se qualifie pour la Ligue des champions de la CAF 2011 tandis que le vainqueur de la Coupe du Congo obtient son billet pour la Coupe de la confédération 2011. Si un club réussit le doublé Coupe-championnat, c’est le finaliste de la Coupe qui participe à la Coupe de la confédération.

## Les clubs participants
- Saint-Michel de Ouenzé
- Diables noirs de Brazzaville
- Vita Club Mokanda
- Nico-Nicoyé
- Pigeon Vert
- Arc-en-Ciel Morandzambé
- Inter Club
- AC Léopards

## Compétition

### Phase de poules
Le barème utilisé pour établir le classement est le suivant :
- Victoire : 3 points
- Match nul : 1 point
- Défaite, forfait ou abandon : 0 point

Groupe 1 :
| Rang | Équipe                       | Pts | J | G | N | P | Bp | Bc | Diff |  | Résultats (▼ dom., ► ext.)   | SMO | Dia | Arc | Int |
| ---- | ---------------------------- | --- | - | - | - | - | -- | -- | ---- |  | ---------------------------- | --- | --- | --- | --- |
| 1    | Saint-Michel de Ouenzé       | 5   | 3 | 1 | 2 | 0 | 5  | 1  | +4   |  | Saint-Michel de Ouenzé       |     | 1-1 | 0-0 | 4-0 |
| 2    | Diables noirs de Brazzaville | 5   | 3 | 1 | 2 | 0 | 4  | 2  | +2   |  | Diables noirs de Brazzaville |     |     | 1-1 | 2-0 |
| 3    | Arc-en-Ciel Morandzambé      | 5   | 3 | 1 | 2 | 0 | 3  | 2  | +1   |  | Arc-en-Ciel Morandzambé      |     |     |     | 2-1 |
| 4    | Inter Club                   | 0   | 3 | 0 | 0 | 3 | 1  | 8  | -7   |  | Inter Club                   |     |     |     |     |

Groupe 2 :
| Rang | Équipe            | Pts | J | G | N | P | Bp | Bc | Diff |  | Résultats (▼ dom., ► ext.) | Léo | Mok | Nic | Pig |
| ---- | ----------------- | --- | - | - | - | - | -- | -- | ---- |  | -------------------------- | --- | --- | --- | --- |
| 1    | AC Léopards       | 7   | 3 | 2 | 1 | 0 | 8  | 1  | +7   |  | AC Léopards                |     | 1-1 | 3-0 | 4-0 |
| 2    | Vita Club Mokanda | 4   | 3 | 1 | 1 | 1 | 4  | 3  | +1   |  | Vita Club Mokanda          |     |     | 3-0 | 0-2 |
| 3    | Nico-Nicoyé       | 3   | 3 | 1 | 0 | 2 | 2  | 6  | -4   |  | Nico-Nicoyé                |     |     |     | 2-0 |
| 4    | Pigeon Vert       | 3   | 3 | 1 | 0 | 2 | 2  | 6  | -4   |  | Pigeon Vert                |     |     |     |     |

### Finale nationale
| 23 novembre 2010 | Saint-Michel de Ouenzé          | 3 - 2 | AC Léopards                                   | Stade Alphonse-Massamba-Débat, Brazzaville |  |
|                  | Lorry Nkolo 8e, 22e · Bitsindou |       | Bienvenu Nkombo 53e · Guelord Bebhey Ndey 78e |                                            |  |

## Bilan de la saison
| Championnat du Congo de football 2010 |                                   |
| Champion                              | Saint-Michel de Ouenzé (2e titre) |
| Coupes et trophées                    |                                   |
| Vainqueur de la Coupe du Congo 2010   | Finale non disputée               |
| Qualifications continentales          |                                   |
| Ligue des champions de la CAF 2011    | Saint-Michel de Ouenzé            |
| Coupe de la confédération 2011        | AC Léopards                       |
| Promotions et relégations             |                                   |
| Promus en MTN Ligue 1                 | Aucun                             |
| Relégués en MTN Ligue 2               | Aucun                             |